# ایریدیوم کامیونیکیشنز
ایریدیوم کامیونیکیشنز (به انگلیسی: Iridium Communications) شرکت ارتباطات ماهواره‌ای آمریکایی است، که در زمینه ارائه خدمات صدا و تصویر ماهواره‌ای و ساخت تجهیزات مخابراتی ماهواره‌ای فعالیت می‌نماید.
شرکت ایریدیوم کامیونیکیشنز در سال ۲۰۰۱ با پشتیبانی و تأمین مالی شرکت موتورولا راه‌اندازی شد و در حال حاضر مالک شبکه ماهواره‌های ایریدیوم است، که از ۶۶ ماهواره فعال تشکیل شده و ارائه‌کننده خدماتی چون تلفن همراه، اینترنت و خدمات تصویری می‌باشد.
نام این شرکت، از عنصر ایریدیم گرفته شده‌است، که دلیل انتخاب آن، مربوط به عدد اتمی ایریدیم یعنی ۷۷ می‌باشد، که با تعداد ماهواره‌های در مدار قرار گرفته این شرکت، مشترک است و در واقع استعاره از تعداد الکترون‌هایی که به دور هسته ایریدیم در گردش هستند، دارد.
دفتر مرکزی این شرکت در شهر مک‌لین، ویرجینیا، ایالات متحده آمریکا قرار دارد و سهام آن در بازار بورس نزدک معامله می‌شود.
لوگوی این شرکت برگرفته از صورت فلکی خرس بزرگ یا دُبّ اکبر می‌باشد 